# 阎晓宏
阎晓宏（1955年6月—），男，宁夏银川人，中华人民共和国政治人物，曾任国家新闻出版总署副署长，国家版权局副局长。第十三届全国政协委员。